# Elodia fasciolata
Elodia fasciolata là một loài ruồi trong họ Tachinidae.